# Karyna Dziominskaja
Karyna Mikalajeŭna Dziominskaja (belarusiska: Карына Мікалаеўна Дзёмінская), född 25 augusti 1994, är en belarusisk bågskytt. Hon deltog vid olympiska sommarspelen 2020.